# Goodeniaceae
A família é encontrada majoritariamente no Hemisfério Sul, mais especificamente na Austrália e Papua-Nova Guiné, apresentando cerca de 111 gêneros e 400 espécies. Seus integrantes compõem a maior parte da vegetação da Austrália ocidental, em que cada espécie ocorre em diferentes habitats, desde dunas, áreas costeiras ou em florestas úmidas de altitude, geralmente presente em regiões áridas ou periodicamente secas, com vegetação aberta.
A ocorrência está atrelada também à dispersão dessas plantas. Essa dispersão relaciona-se ao tipo de fruto que é produzido em cada grupo. No caso de frutos capsulares, as sementes são pequenas, leves, achatadas e com margens ou com asas estreitas, logo, são dispersas pelo vento. No Scaevola os frutos são drupáceos com pericarpo parcialmente carnoso e o caroço duro e lenhoso ou às vezes corticoso. Nesse caso, portanto, a dispersão é garantida por aves frugívoras. Em Scaevola sericea e S. plumieri, que são espécies litorâneas, os frutos acabam flutuando na água do mar, dispersando-se assim por longos trajetos e ocasionando em uma grande área de distribuição.
Dentre os gêneros, Scaevola teve uma boa dispersão para além da Austrália, tendo uma distribuição pantropical. Das 130 espécies desse gênero, 40 ocorrem fora da Austrália. A espécie Scaevola taccada é distribuída através dos oceanos Pacífico e Índico; e Scaevola plumierii já foi descrita na América Tropical e na África. As outras espécies ocorrem nas Ilhas do Pacífico, ao norte das Filipinas e da China. Acredita-se que essa alta distribuição - principalmente de S. taccada e S. plumerii - ocorre nessas plantas pela capacidade de suas sementes serem transportadas pelo mar, por flutuação, ou no intestino de aves. Em virtude disso, constata-se em estudos recentes de filogenia que houveram, pelo menos, seis eventos de dispersão do gênero Scaevola separados da Austrália.
No Brasil, essa família é representada apenas pelo gênero Scaevola, e conta com uma única espécie nativa, a Scaevola plumieri. A espécie possui uma distribuição ampla pelas regiões litorâneas, por toda costa brasileira. E ocorre em restingas, dunas e bordas de manguezal. Sendo encontrada no Nordeste (RN, PB, PE, BA, AL, SE), Sudeste (ES, SP, RJ), Sul (PR, SC) e na Mata Atlântica.
Outras espécies são insulares do Pacífico, em direção ao norte até as Filipinas e China, para o leste até as Marquesas, e para o nordeste até as ilhas havaianas. Além disso, uma espécie é conhecida de Cuba e uma em Socotra, porém os dados não são muito recentes acerca delas.

## Fitofisionomia e morfologia
As plantas do gênero Scaevola apresentam uma variedade de formas, desde arbustos pequenos a ervas anuais ou perenes, dependendo do habitat. Espécies em dunas ou áreas secas, como Scaevola coriacea e Scaevola gaudichaudii, são rasteiras ou pequenos arbustos, enquanto as de florestas úmidas, como Scaevola chamissoniana e S. gaudichaudiana, têm estatura maior e folhas maiores. Algumas espécies crescem em áreas vulcânicas ativas, como Scaevola kilaueae.
Suas flores variam em cores (brancas, amarelas, roxas) e possuem uma morfologia caracterizada por folhas dispostas em espiral, frequentemente em tufos ou formando uma roseta na base do caule. As folhas são simples, com nervação peninérvea e, raramente, opostas. A planta pode ter pelos simples, fasciculados ou estrelados, especialmente nas axilas foliares.
As inflorescências podem ser cimosas ou racemosas, com flores bissexuadas, diclamídeas e zigomorfas. As flores têm sépalas de 3-5 meras e uma corola gamopetalosa, geralmente zigomorfa. O ovário é ínfero ou semi-ínfero, e os frutos são cápsulas ou drupas carnosas. As sementes são achatadas e aladas, com endosperma e embrião ereto.

## Caracteres importantes
Uma estrutura característica das Goodeniaceae é o indúsio, que possui formato de taça cercando a ponta do estilo das flores nessas plantas. O pólen coletado é depositado nesse indusium, mantido cercando o estigma, protegendo os grãos de pólen até que possa ser coletado por insetos como abelhas e borboletas.
As flores são protândricas, no qual, as anteras liberam o pólen enquanto as flores ainda estão em botão. Esse pólen é depositado no indusium em forma de taça que cerca o estigma. Nessa fase, o estilo tem o mesmo comprimento que os estames e o estigma ainda não é receptivo, muitas vezes nem está desenvolvido. O pólen permanece no indusium e se torna disponível imediatamente após a abertura da flor, podendo então ser transportado por insetos visitantes, principalmente abelhas e borboletas. Posteriormente, o estilo aumenta durante a abertura e o estigma se torna receptivo. Para que a flor seja capaz de receber pólen de outras flores - permitindo uma fertilização cruzada - é necessário que ocorra esse alongamento do estigma, tornando-se maior que as suas anteras. Embora a autofertilização talvez não seja totalmente excluída, a fertilização cruzada parece ser a regra.
Outra estrutura que caracteriza algumas espécies são os cílios ou pelos curtos que, quando agitados, liberam pólen. Esses pelos podem ser glandulares e não glandulares, que ocorrem em diferentes espécies. A glândula parece ser secretora, geralmente são grandes e bastante visíveis, mas às vezes são achatados e peltados, fazendo com que a superfície da planta pareça glabra. Essa secreção pode produzir um verniz sobre a superfície da planta à medida que envelhece, como acontece em espécies de Goodenia e Scaevola.

## Etnofarmacologia
As plantas membros dessa família, mais especificamente a espécie Scaevola spinescens (“Maroon bush”; “Currant bush”; “fanflower”), despertam grande interesse por suas propriedades supostamente medicinais para diversos problemas estomacais, urinários e cutâneos.
O que se conhece é que os aborígenes australianos utilizavam para tratar dores no estômago e problemas urinários uma decocção das raízes que era preparada e bebida. Já para dores no trato alimentar eram usadas as raízes em infusão, enquanto as partes do caule em decocção eram usadas para curar furúnculos, feridas e erupções cutâneas. Ou então, as feridas eram expostas ao vapor de água derramada sobre brasas de folhas e ramos queimados. Para tratar resfriados, a planta toda podia ser queimada e o vapor liberado era inalado. Até o momento, também existem diversos relatos da população e de profissionais médicos que atestam as propriedades curativas dessa infusão por evidências indiretas.
Os relatos e utilizações não param em Scaevola spinescens. Supostamente, vários outros membros da família Goodeniaceae fazem parte da farmacologia ancestral dos aborígenes. Por exemplo, relata-se que a Goodenia varia era usada para auxiliar no sono das crianças. Do mesmo gênero, a espécie Goodenia ovata é retratada por ter propriedades antidiabéticas e G. scaevolina era usada para combater a tosse.
Estudos sobre a bioatividade dos membros da família Goodeniaceae são limitados, mas extratos de S. plumierii e S. taccada mostram atividade contra fungos e vírus, e S. spinescens demonstrou atividade contra o citomegalovírus humano. Outros extratos apresentaram atividades antisserotoninérgicas e anticâncerígenas.

## Fitoquímica e bioatividade metabólica
Os estudos químicos das plantas da família Goodeniaceae começaram devido a relatos de envenenamento de gado, o que levou à investigação das propriedades fitoquímicas de várias espécies, muitas das quais foram consideradas potencialmente tóxicas, como Dampiera stricta, Goodenia glauca, G. ovata, S. enantophylla, e Velleia paradoxa. Algumas espécies, como D. brownii, contêm glicosídeos cianogênicos, incluindo ácido cianídrico (HCN), enquanto outras, como Velleia panduriformis e V. discophora, têm gosto amargo e podem ser venenosas para animais, com mortes de ovelhas relatadas após ingestão.
Diversas pesquisas fitoquímicas e filogenéticas foram realizadas, embora com algumas limitações devido à taxonomia imprecisa na época. Entre os compostos encontrados, destacam-se antocianinas, como a delphinidina e malvidina, em várias espécies, incluindo D. brownii, Scaevola hispida, e S. suaveolens. Também foram identificados ácidos clorogênico e cafeico em S. taccada e Lechenaultia biloba. Além disso, foram detectadas saponinas em D. stricta e S. taccada, e a presença de alcaloides foi observada em algumas espécies, embora de forma fraca. A inulina, um oligossacarídeo de frutose, foi identificada em várias plantas dessa família, como G. ovata e S. suaveolens.

## Classificação
- Reino: Plantae
- Filo: Streptophyta
- Classe: Equisetopsida
- Subclasse: Magnoliidae
- Ordem: Asterales
- Família: Goodeniaceae

## Taxonomia
A família Goodeniaceae foi inicialmente considerada próxima das famílias Campanulaceae e Lobeliaceae devido à semelhança morfológica de suas flores. No entanto, estudos moleculares mais recentes a posicionam como grupo irmão das famílias Asteraceae e Calyceraceae, com uma relação menor com Menyanthaceae.
Dentro da família, a maioria dos estudos foca no gênero Scaevola, especialmente nas espécies do Arquipélago Havaiano, com interesse na dispersão, especiação e hibridização. A hibridização homoploide desempenha um papel importante na diversificação rápida das espécies insulares, sem isolamento reprodutivo pós-cópula ou poliploidização. Um estudo com 10 espécies de Scaevola no Havai identificou a formação de oito espécies endêmicas diploides a partir de uma radiação, das quais S. hobdyi é considerada extinta.
A filogenia de Scaevola ainda não está completamente resolvida, mas estudos indicam que S. coriacea é irmã das outras espécies havaianas, enquanto S. procera pode ser uma híbrida entre S. mollis e S. gaudichaudiana. Análises de genes nucleares sugerem dois clados principais nas espécies diploides de Scaevola: um com espécies de habitats secos (S. coriacea e S. gaudichaudii) e outro com espécies de habitats mais úmidos (S. mollis, S. gaudichaudiana e S. chamissoniana). A verdadeira raiz do clado ainda não foi identificada.
Atualmente a família Goodeniaceae tem 11 principais gêneros reconhecidos, sendo eles: Anthotium, Coopernookia, Dampiera, Diaspasis, Goodenia, Lechenaultia, Scaevola, Selliera, Velleia e Verreauxia. 

## Gêneros
| - Anthotium - Coopernookia - Dampiera - Diaspasis - Goodenia - Leschenaultia | - Pentaptilon - Scaevola - Selliera - Velleia - Verreauxia |